# Turniej o Łańcuch Herbowy Miasta Ostrowa Wielkopolskiego
Turniej o Łańcuch Herbowy Miasta Ostrowa Wielkopolskiego – najstarszy turniej żużlowy w Polsce. Pierwszy Turniej o Łańcuch Herbowy Miasta Ostrowa Wlkp. odbył się 17 września 1950 r. pod hasłem „Sport polski walczy o pokój”, a triumfatorem był Alfred Smoczyk. Przez wiele lat Łańcuch Herbowy był rozgrywany jesienią i turniej ten oficjalnie kończył sezon żużlowy. W latach 1953–1954 oraz 1956 turniejów nie rozegrano.

## Lista zwycięzców
| Edycja | Rok           | 1. miejsce                                      | 2. miejsce                                   | 3. miejsce                                    |
| ------ | ------------- | ----------------------------------------------- | -------------------------------------------- | --------------------------------------------- |
| 1      | 1950 → wyniki | Alfred Smoczyk CWKS Warszawa                    | Piotr Poprawa Stal Ostrów Wielkopolski       | Władysław Orwat Związkowiec Warszawa          |
| 2      | 1951 → wyniki | Paweł Dziura Górnik Rybnik                      | Jerzy Sałabun Spójnia Wrocław                | Edward Kupczyński Spójnia Wrocław             |
| 3      | 1952 → wyniki | Józef Olejniczak Unia Leszno                    | Jan Krakowiak CWKS Wrocław                   | Marian Kuśnierek Unia Leszno                  |
| 4      | 1955 → wyniki | Andrzej Krzesiński Unia Leszno                  | Jan Krakowiak Sparta Łódź                    | Eugeniusz Wróżyński Sparta Łódź               |
| 5      | 1957 → wyniki | Marian Philipp Górnik Rybnik                    | Józef Wieczorek Górnik Rybnik                | Kazimierz Bentke Ostrovia Ostrów Wielkopolski |
| 6      | 1958 → wyniki | Kazimierz Bentke Ostrovia Ostrów Wielkopolski   | Stanisław Rurarz Śląsk Świętochłowice        | Andrzej Bartoszkiewicz Unia Leszno            |
| 7      | 1959 → wyniki | Henryk Żyto Unia Leszno                         | Kazimierz Kurek Ostrovia Ostrów Wielkopolski | Zdzisław Jałowiecki Włókniarz Częstochowa     |
| 8      | 1960 → wyniki | brak danych                                     | brak danych                                  | brak danych                                   |
| 9      | 1961 → wyniki | brak danych                                     | brak danych                                  | brak danych                                   |
| 10     | 1962 → wyniki | brak danych                                     | brak danych                                  | brak danych                                   |
| 11     | 1963 → wyniki | brak danych                                     | brak danych                                  | brak danych                                   |
| 12     | 1964 → wyniki | brak danych                                     | brak danych                                  | brak danych                                   |
| 13     | 1965 → wyniki | brak danych                                     | brak danych                                  | brak danych                                   |
| 14     | 1966 → wyniki | Jan Malinowski Stal Rzeszów                     | Kazimierz Bentke Unia Leszno                 | Adam Ciepiela Stal Rzeszów                    |
| 15     | 1967 → wyniki | brak danych                                     | brak danych                                  | brak danych                                   |
| 16     | 1968 → wyniki | brak danych                                     | brak danych                                  | brak danych                                   |
| 17     | 1969 → wyniki | brak danych                                     | brak danych                                  | brak danych                                   |
| 18     | 1970 → wyniki | brak danych                                     | brak danych                                  | brak danych                                   |
| 19     | 1971 → wyniki | brak danych                                     | brak danych                                  | brak danych                                   |
| 20     | 1972 → wyniki | brak danych                                     | brak danych                                  | brak danych                                   |
| 21     | 1973 → wyniki | brak danych                                     | brak danych                                  | brak danych                                   |
| 22     | 1974 → wyniki | brak danych                                     | brak danych                                  | brak danych                                   |
| 23     | 1975 → wyniki | Jerzy Szczakiel Kolejarz Opole                  | Wiktor Kuzniecow Związek Radziecki           | Piotr Pyszny ROW Rybnik                       |
| 24     | 1976 → wyniki | Ryszard Fabiszewski Stal Gorzów Wielkopolski    | Marek Ziarnik Polonia Bydgoszcz              | Kazimierz Ziarnik Polonia Bydgoszcz           |
| 25     | 1977 → wyniki | Leonard Raba Kolejarz Opole                     | Jan Jasa Czechosłowacja                      | Bernard Jąder Unia Leszno                     |
| 26     | 1978 → wyniki | Zbigniew Filipiak Falubaz Zielona Góra          | Jan Grabowski Falubaz Zielona Góra           | Bernard Jąder Unia Leszno                     |
| 27     | 1979 → wyniki | Robert Słaboń Sparta Wrocław                    | Grzegorz Szczepanik ROW Rybnik               | Romuald Łoś Start Gniezno                     |
| 28     | 1980 → wyniki | Wojciech Kaczmarek Start Gniezno                | Eugeniusz Błaszak Start Gniezno              | Marek Towalski Stal Gorzów                    |
| 29     | 1981 → wyniki | Jacek Brucheiser Ostrovia Ostrów Wielkopolski   | Eugeniusz Błaszak Start Gniezno              | Leon Kujawski Start Gniezno                   |
| 30     | 1982 → wyniki | Petr Kučera Czechosłowacja                      | Roman Jankowski Unia Leszno                  | Jan Hadek Czechosłowacja                      |
| 31     | 1983 → wyniki | Edward Jancarz Stal Gorzów Wielkopolski         | Zenon Kasprzak Unia Leszno                   | Bogusław Nowak Stal Gorzów Wielkopolski       |
| 32     | 1984 → wyniki | Andrzej Huszcza Falubaz Zielona Góra            | Jan Krzystyniak Falubaz Zielona Góra         | Zenon Kasprzak Unia Leszno                    |
| 33     | 1985 → wyniki | Jan Krzystyniak Falubaz Zielona Góra            | Bronisław Klimowicz ROW Rybnik               | Zenon Kasprzak Unia Leszno                    |
| 34     | 1986 → wyniki | Zenon Kasprzak Unia Leszno                      | Wojciech Żabiałowicz Apator Toruń            | Ryszard Franczyszyn Stal Gorzów Wielkopolski  |
| 35     | 1987 → wyniki | Zenon Kasprzak Unia Leszno                      | Zbigniew Krakowski Unia Leszno               | Roman Jankowski Unia Leszno                   |
| 36     | 1988 → wyniki | Wojciech Załuski Kolejarz Opole                 | Ryszard Dołomisiewicz Polonia Bydgoszcz      | Krzysztof Okupski Stal Gorzów Wielkopolski    |
| 37     | 1989 → wyniki | Wojciech Załuski Kolejarz Opole                 | Tomasz Gollob Wybrzeże Gdańsk                | Piotr Świst Stal Gorzów Wielkopolski          |
| 38     | 1990 → wyniki | Tomasz Gollob Polonia Bydgoszcz                 | Andrzej Huszcza Falubaz Zielona Góra         | Ryszard Dołomisiewicz Polonia Bydgoszcz       |
| 39     | 1991 → wyniki | Sławomir Drabik Włókniarz Częstochowa           | Piotr Pawlicki Unia Leszno                   | Roman Jankowski Unia Leszno                   |
| 40     | 1992 → wyniki | Marek Garsztka Iskra Ostrów Wielkopolski        | Andrzej Huszcza Morawski Zielona Góra        | Roman Jankowski Unia Leszno                   |
| 41     | 1993 → wyniki | Dariusz Śledź Sparta Wrocław                    | Tomasz Bajerski Apator Toruń                 | Jacek Brucheiser Iskra Ostrów Wielkopolski    |
| 42     | 1994 → wyniki | Roman Jankowski Unia Leszno                     | Jacek Krzyżaniak Apator Toruń                | Rif Saitgariejew Iskra Ostrów Wielkopolski    |
| 43     | 1995 → wyniki | Rif Saitgariejew ZKŻ Zielona Góra               | Roman Jankowski Unia Leszno                  | Jacek Rempała Unia Leszno                     |
| 44     | 1996 → wyniki | Piotr Protasiewicz Sparta Wrocław               | Tomasz Bajerski Apator Toruń                 | Roman Jankowski Unia Leszno                   |
| 45     | 1997 → wyniki | Sławomir Drabik Włókniarz Częstochowa           | Andrzej Huszcza ZKŻ Zielona Góra             | Rafał Dobrucki Polonia Piła                   |
| 46     | 1998 → wyniki | Jacek Gollob Polonia Bydgoszcz                  | Sebastian Ułamek Włókniarz Częstochowa       | Tomasz Jędrzejak Iskra Ostrów Wielkopolski    |
| 47     | 1999 → wyniki | Roman Jankowski Unia Leszno                     | Sławomir Drabik Włókniarz Częstochowa        | Oleg Kurguskin Iskra Ostrów Wielkopolski      |
| 48     | 2000 → wyniki | Roman Jankowski Unia Leszno                     | Rafał Okoniewski Stal Gorzów Wielkopolski    | Tomasz Jędrzejak Włókniarz Częstochowa        |
| 49     | 2001 → wyniki | Sebastian Ułamek WTS Wrocław                    | Hans Clausen Iskra Ostrów Wielkopolski       | Sławomir Drabik Polonia Piła                  |
| 50     | 2002 → wyniki | Rafał Kurmański ZKŻ Zielona Góra                | Wiesław Jaguś Apator Toruń                   | Robert Sawina Apator Toruń                    |
| 51     | 2003 → wyniki | Sebastian Ułamek Włókniarz Częstochowa          | Matej Ferjan KM Ostrów Wielkopolski          | Tomasz Jędrzejak WTS Wrocław                  |
| 52     | 2004 → wyniki | Krzysztof Słaboń WTS Wrocław                    | Piotr Protasiewicz Apator Toruń              | Grzegorz Walasek Włókniarz Częstochowa        |
| 53     | 2005 → wyniki | Sebastian Ułamek Włókniarz Częstochowa          | Marcin Rempała Unia Tarnów                   | Robert Sawina Polonia Bydgoszcz               |
| 54     | 2006 → wyniki | Rune Holta Stal Rzeszów                         | Nicki Pedersen Stal Rzeszów                  | Jarosław Hampel WTS Wrocław                   |
| 55     | 2007 → wyniki | Nicki Pedersen Stal Rzeszów                     | Jason Crump WTS Wrocław                      | Ryan Sullivan Apator Toruń                    |
| 56     | 2008 → wyniki | Jarosław Hampel Unia Leszno                     | Rune Holta Stal Gorzów Wielkopolski          | Leigh Adams Unia Leszno                       |
| 57     | 2009 → wyniki | Magnus Zetterström Wybrzeże Gdańsk              | Robert Miśkowiak KM Ostrów Wielkopolski      | Piotr Świderski Unia Tarnów                   |
| 58     | 2010 → wyniki | Robert Miśkowiak PSŻ Poznań                     | Łukasz Jankowski Orzeł Łódź                  | Grzegorz Walasek Polonia Bydgoszcz            |
| 59     | 2011 → wyniki | Antonio Lindbäck RKM Rybnik                     | Grzegorz Walasek Polonia Bydgoszcz           | Kacper Gomólski Start Gniezno                 |
| 60     | 2012 → wyniki | Niels-Kristian Iversen Stal Gorzów Wielkopolski | Peter Karlsson Ostrovia Ostrów Wielkopolski  | Damian Baliński Unia Leszno                   |
| 61     | 2013 → wyniki | Fredrik Lindgren Unia Leszno                    | Greg Hancock Polonia Bydgoszcz               | Łukasz Sówka Stal Rzeszów                     |
| 62     | 2014 → wyniki | Grigorij Łaguta Włókniarz Częstochowa           | Nicklas Porsing Ostrovia Ostrów Wielkopolski | Krzysztof Kasprzak Stal Gorzów Wielkopolski   |
| 63     | 2015 → wyniki | Krystian Pieszczek Falubaz Zielona Góra         | Patryk Dudek Falubaz Zielona Góra            | Sebastian Ułamek ŻKS ROW Rybnik               |
| 64     | 2016 → wyniki | Bartosz Zmarzlik Stal Gorzów Wielkopolski       | Jarosław Hampel Falubaz Zielona Góra         | Emil Sajfutdinow Unia Leszno                  |
| 65     | 2017 → wyniki | Tai Woffinden Betard Sparta Wrocław             | Artiom Łaguta MRGARDEN GKM Grudziądz         | Janusz Kołodziej Fogo Unia Leszno             |
| 66     | 2018 → wyniki | Grzegorz Walasek Stal Gorzów Wielkopolski       | Bjarne Pedersen Ostrovia Ostrów Wielkopolski | Bartosz Smektała Fogo Unia Leszno             |
| 67     | 2019 → wyniki | Bartosz Zmarzlik Stal Gorzów Wielkopolski       | Szymon Woźniak Stal Gorzów Wielkopolski      | Mikkel Michelsen Motor Lublin                 |
| 68     | 2020 → wyniki | Sebastian Szostak TŻ Ostrovia                   | Jakub Krawczyk TŻ Ostrovia                   | Kacper Grzelak TŻ Ostrovia                    |
| 69     | 2021 → wyniki | Wiktor Przyjemski Polonia Bydgoszcz             | Matias Nielsen PSŻ Poznań                    | Sebastian Szostak TŻ Ostrovia                 |
| 70     | 2022 → wyniki | Bartosz Smektała Włókniarz Częstochowa          | Fredrik Lindgren Włókniarz Częstochowa       | Oliver Berntzon TŻ Ostrovia                   |
| 71     | 2023 → wyniki | Jakub Miśkowiak Włókniarz Częstochowa           | Jakub Krawczyk TŻ Ostrovia                   | Bartosz Smektała Unia Leszno                  |
| 72     | 2024 → wyniki | Patryk Dudek Apator Toruń                       | Matias Nielsen PSŻ Poznań                    | Norbert Krakowiak Wilki Krosno                |